# Giorno dopo giorno (Quasimodo)
Giorno dopo giorno edito per Mondadori nella Collana I poeti dello “Specchio” nel febbraio del 1947 con introduzione di Carlo Bo.
La stessa raccolta era stata pubblicata nel 1946 da Giancarlo Vigorelli, con due poesie di meno, con il titolo Con il piede straniero sopra il cuore.

## Struttura
- Alle fronde dei salici
- Lettera
- 19 gennaio 1944
- Neve
- Giorno dopo giorno
- Forse il cuore
- La notte d'inverno
- Milano, agosto 1943
- La muraglia
- O miei dolci animali
- Scritto forse su una tomba
- A me pellegrino
- Dalla rocca di Bergamo alta
- Presso l'Adda
- S'ode ancora il mare
- Elegia
- Di un altro Lazzaro
- Il traghetto
- Il tuo piede silenzioso
- Uomo del mio tempo